# Marcello Lante della Rovere
Marcello Lante della Rovere, italijanski rimskokatoliški duhovnik, škof in kardinal, * 1569, Rim, † 19. april 1652.

## Življenjepis
11. septembra 1606 je bil povzdignjen v kardinala.
18. decembra 1606 je bil imenovan za škofa Todija; škofovsko posvečenje je prejel 14. januarja 1607. S tega položaja je odstopil 6. oktobra 1625.
Pozneje je bil imenovan še na štiri škofovske položaje: škofija Palestrina (20. avgust 1629), škofija Frascati (8. oktober 1629), škofija Porto e Santa Rufina (28. marec 1639) in škofija Ostia (1. julij 1641).